# Trevalli

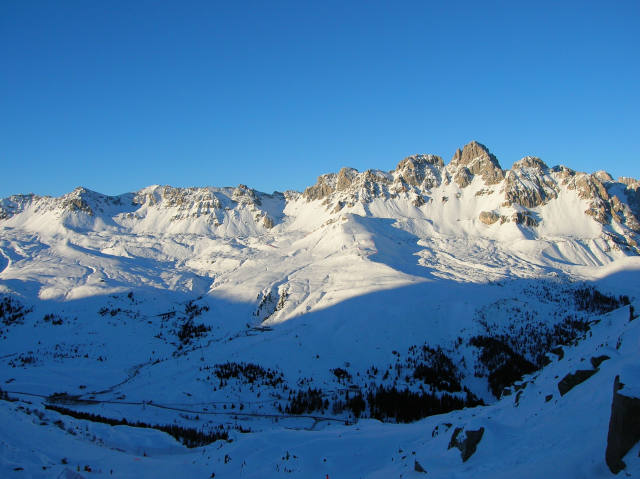
Passo San Pellegrino con lo sfondo della catena montuosa dei Monzoni

L'area Alpe Lusia - San Pellegrino è un comprensorio sciistico che fa parte del circuito Dolomiti Superski, che possiede gli impianti di tre aree sciistiche: Moena-Alpe Lusia-Bellamonte, passo San Pellegrino e Falcade. Vanta oltre 100 chilometri di piste e 25 impianti.